# Roman Dyląg

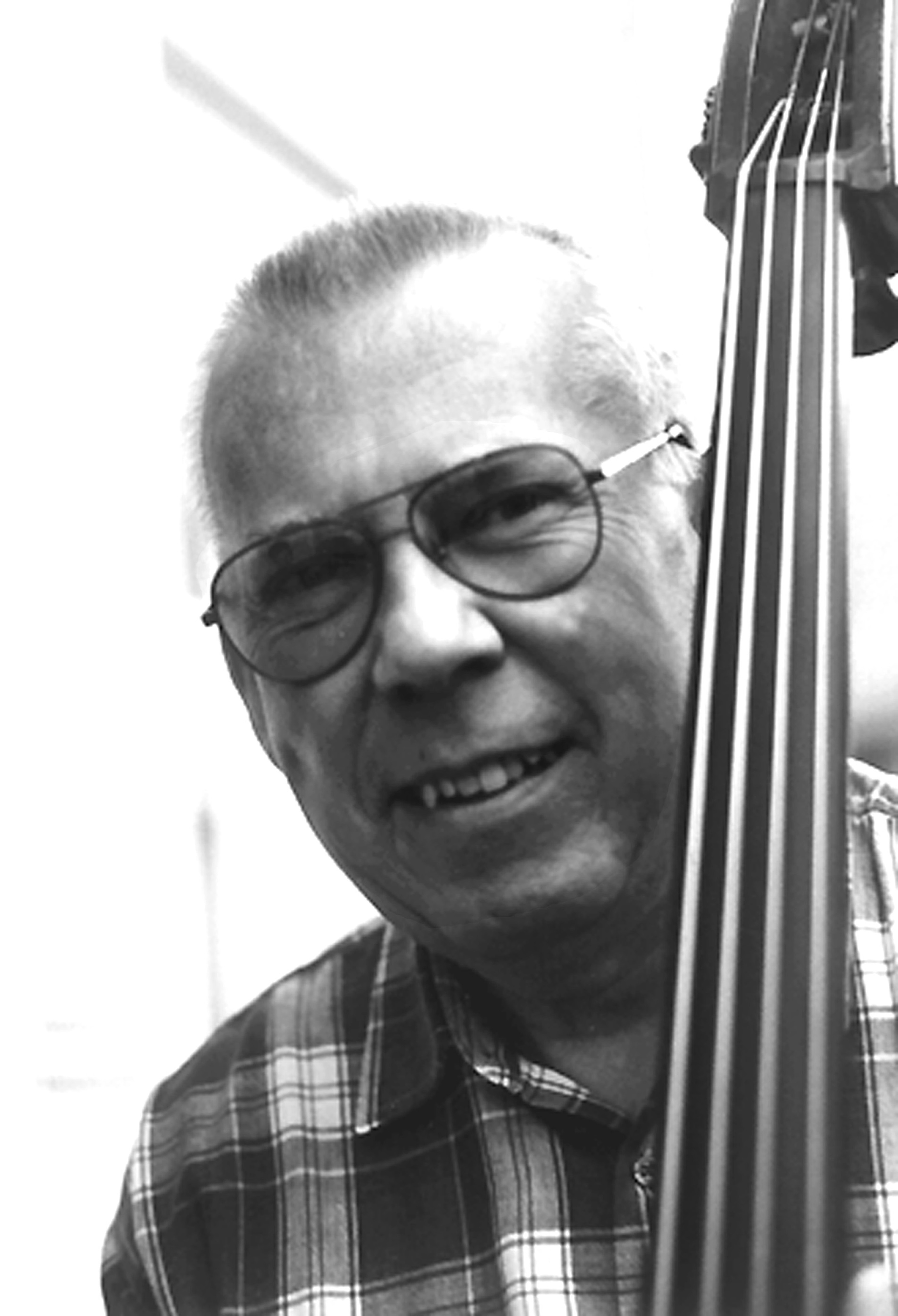
Roman Dyląg

Roman Dyląg (* 22. Februar 1938 in Krakau; † 24. Juli 2023 in Saltsjöbaden, Schweden) war ein polnischer Jazzbassist.

## Leben und Wirken
Dyląg spielte als Kind Akkordeon und Klavier. Er wurde an der Fryderyk Chopin Musikschule und am Konservatorium in Krakau ausgebildet. Ab 1956 spielte er in der damals wichtigen, von Jerzy Matuszkiewicz geleiteten Gruppe „Hot Club Meloman“, nach 1958 im Swingtett von Matuszkiewicz und dann bei den „Wreckers“, mit denen er 1962 auf dem Newport Jazz Festival auftrat. In den Vereinigten Staaten nahm er auch mit Stan Getz und Don Ellis auf. Anschließend spielte er bei Krzysztof Komeda und tourte mit Anita O’Day durch Skandinavien. Er lebte längere Zeit in Stockholm, wo er bei Sveriges Radio arbeitete und mit Ben Webster, George Russell, Eje Thelin und Rolf Ericson spielte. In Paris trat er mit Bud Powell, Kenny Drew, Johnny Griffin und Phil Woods auf. Im Trio von Mieczysław Kosz gastierte er beim Montreux Jazz Festival 1968. Mit Tomasz Stańko, Michal Urbaniak und Urszula Dudziak spielte er ein Tributalbum für Komeda ein. Als Studiobassist war er 1972 bis 1973 beim Unterhaltungsorchester von Radio Zürich beschäftigt. 1978 war er bei der SFB Big Band von Paul Kuhn tätig, seit 1981 bei der DRS Big Band.
Dyląg lebte seit vielen Jahren in Basel, wo er an der Hochschule für Musik Basel lehrte und mit Musikern wie Remy Filipovitch, Remo Rau, Paul Grabowsky, Heinz von Hermann, Peter Appleyard, Lea Bischof, Jürg Morgenthaler, Gabriela Tanner und dem eigenen Trio auftrat. Auch bildete er ein Duo mit Bruno Spoerri (z. B. erweitert um Thomas Moeckel) und mit Willy Bischof. Im Bereich des Jazz war er laut Tom Lord zwischen 1957 und 2017 an 170 Aufnahmesessions beteiligt, zuletzt mit dem Jazz Circle Hongg (Jazz im Grunwald) um Ivan Kubias, Miroslav Steiner und Richard Lipiec.
Seit 2007 spielte Dyląg gelegentlich wieder in Polen; 2009 wurde er auf dem Sommerfestival von Kraków als Baranek Jazzowy („Leuchte des Jazz“) ausgezeichnet. In seinen letzten Lebensjahren musste er das Bassspielen gesundheitsbedingt aufgeben. Er starb am 24. Juli 2023 in Schweden an einem Herzinfarkt.

## Diskographische Hinweise
- Michal Urbaniak, Tomasz Stanko, Attila Zoller, Urszula Dudziak: We'll Remember Komeda (MPS Records, 1973)
- Fernand Fantini, Renato Anselmi, Roman Dylag, René Gubelmann: Reine de Musette (1991)
- J.M. Rhythm Four, Bucky Pizzarelli, Peter Appleyard: 4 Brothers (Downtown Records, 2008), mit Alessandro d’Episcopo, Pius Baschnagel
- Milcho Leviev, Roman Dylag, Andy Lüscher: Rismiles (Bunardjik Music Unlimited, 2003)